# Fatunero
Fatunero ist eine osttimoresische Aldeia im Suco Leorema (Verwaltungsamt Bazartete, Gemeinde Liquiçá). 2015 lebten in der Aldeia 615 Menschen.

## Geographie
Fatunero liegt im Südosten des Sucos Leorema. Westlich befindet sich die Aldeia Urluli, nördlich die Aldeia Urema, nordöstlich die Aldeia Railuli und östlich die Aldeia Manu-Lete. Im Südosten grenzt Fatunero an das zur Gemeinde Ermera gehörende Verwaltungsamt Railaco mit seinem Suco Matata. Die Aldeia bildet das östliche Ende des Berges, der den Süden von Leorema dominiert. Auf ihn befindet sich das Dorf Fatunero. Straßen führen von hier aus in alle Nachbar-Aldeias.

## Politik
2023 wurde Americo F. Gonçalves zum Chefe de Aldeia gewählt.